# Anagallis kingaensis
Anagallis kingaensis är en viveväxtart som beskrevs av Adolf Engler. Anagallis kingaensis ingår i släktet Anagallis och familjen viveväxter. Inga underarter finns listade i Catalogue of Life.